# (2879) Shimizu
(2879) Shimizu es un asteroide perteneciente al cinturón de asteroides, descubierto el 14 de febrero de 1932 por Karl Wilhelm Reinmuth desde el Observatorio de Heidelberg-Königstuhl, Alemania.

## Designación y nombre
Designado provisionalmente como 1932 CB1. Fue nombrado Shimizu en honor al astrónomo aficionado japonés Shin - ichi Shimizu.